# Уеркал Овера
Уеркал Овера (на испански: Huércal-Overa) е населено място и община в Испания. Намира се в провинция Алмерия, в състава на автономната област Андалусия. Общината влиза в състава на района (комарка) Леванте Алмериенсе. Заема площ от 318 km². Населението му е 18 278 души (по данни от 2010 г.). Разстоянието до административния център на провинцията е 115 км.

## Демография
| 1996   | 1998   | 1999   | 2000   | 2001   | 2002   | 2003   | 2004   | 2005   | 2006   | 2007   |
| ------ | ------ | ------ | ------ | ------ | ------ | ------ | ------ | ------ | ------ | ------ |
| 13 756 | 13 839 | 13 870 | 13 999 | 14 293 | 14 672 | 15 059 | 15 540 | 16 156 | 16 170 | 18 368 |